# Manfred (roi de Sicile)
Pour les articles homonymes, voir Manfred.
Manfred de Sicile ou  Manfred de Hohenstaufen, né vers 1232 à Venosa, dans l'actuelle région de Basilicate, et mort le 26 février 1266 à Bénévent, est roi de Sicile de 1258 à sa mort. Il doit ses noms de Manfred de Hohenstaufen et parfois de Manfred Lancia au fait qu'il est le fils naturel de l'empereur Frédéric II et de Bianca Lancia.

## Biographie

### Origine
Né en 1232, Manfred est le fils naturel de Frédéric II, empereur des Romains, et de Bianca Lancia. Ressemblant physiquement et intellectuellement à son père, il maitrise de nombreuses langues : latin, hébreu, arabe. Il étudie pendant une courte période aux universités de Paris et de Bologne. Parmi les onze enfants illégitimes de Frédéric II, Manfred est son fils préféré ; il vit auprès de l'empereur et est à ses côtés le jour de sa mort. Ce dernier lui dédie son ouvrage sur la fauconnerie, De arte venandi cum avibus. Il lui confie également la principauté de Tarente. Largement doté par son père, Manfred est destiné à gouverner le royaume d'Arles, mais aspire à gouverner la Sicile avec ses parents, les Lancia.

### Un fils légitimé
L'empereur Frédéric II, par l'intermédiaire de son ambassadeur, l'archevêque Gautier d'Ocra, contacte la marquise de Saluces, Béatrice de Savoie, veuve depuis peu, afin de lui proposer de se remarier avec ce fils illégitime. Le contrat est signé le 21 avril 1247, à Chambéry. Les historiens estiment que Manfred Lancia a une quinzaine d'années et la marquise le double. À l'occasion de ce mariage, son père rend au comte de Savoie le château de Rivoli et dote son fils « de tous ses fiefs piémontais et lombards, depuis Pavie et la mer de Gênes jusqu'aux Alpes ».
En 1250, lorsque Conrad IV de Hohenstaufen succède à son père Frédéric II, il confie le royaume de Sicile à Manfred. Bien que seulement âgé de dix-huit ans à la mort de son père, Manfred parvient à soumettre les cités révoltées. Lorsque Conrad se rend en Italie en 1252, il chasse les Lancia sans exiler son demi-frère.

### Régence
Lorsque Conrad meurt en mai 1254, Manfred refuse d'abord de rendre le royaume de Sicile au pape Innocent IV ; il prend la régence au nom de Conradin, le jeune fils de Conrad, à la place de son tuteur désigné, Berthold de Hohenburg. Il négocie ensuite avec le pape Innocent afin de légitimer sa position. Par un traité signé en septembre, l'Apulie passe sous l'autorité du pape, que Manfred conduit personnellement dans sa nouvelle possession. Quelques mois plus tard, le pape Alexandre IV succède à Innocent.
En décembre 1254, Manfred ouvre les hostilités contre Alexandre IV en s'emparant de Lucera et du trésor impérial. Le pape, furieux, prononce son excommunication et lance une armée contre lui. Manfred s'oppose ensuite durant deux ans à Berthold de Hohenburg et au maréchal Pietro Ruffo. Il contre l'action des légats pontificaux Roger de Lentini puis Rufin de Plaisance et reprend sans difficulté le contrôle de l'île. Pietro Ruffo est condamné à mort puis exécuté à Terracina, Berthold de Hohenburg est jeté en prison, et les anciens alliés du pape reçoivent un traitement similaire.

### Roi de Sicile

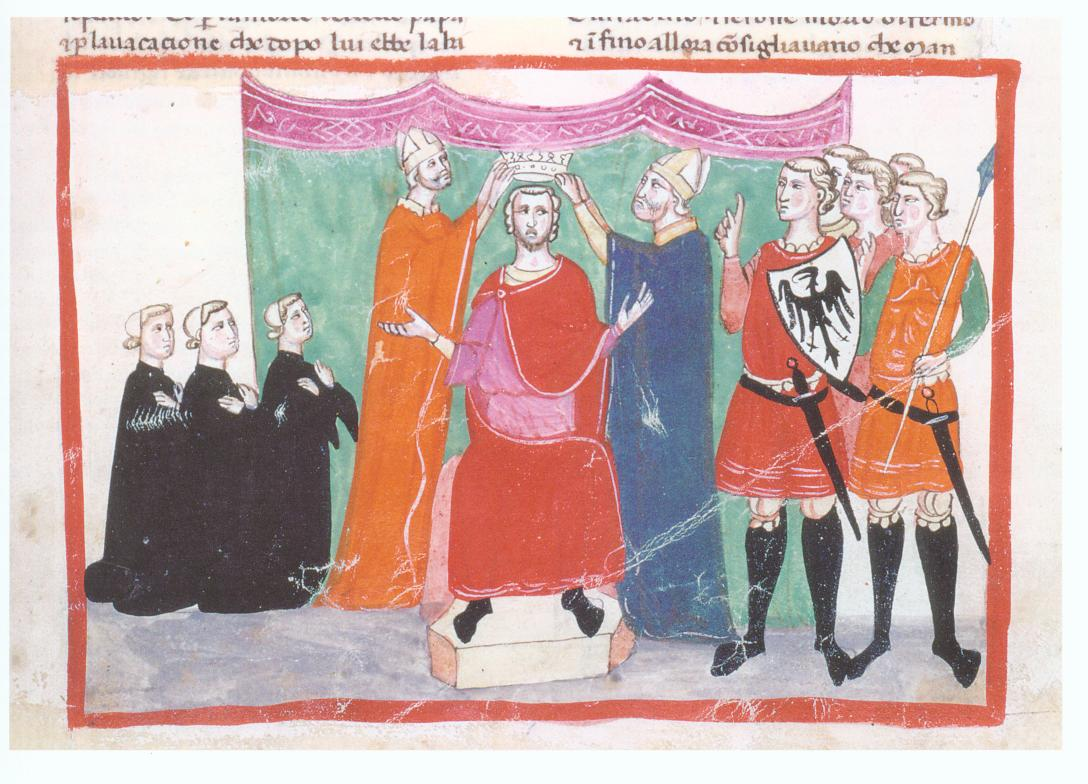
Le couronnement de Manfred en 1258. Nova Cronica (XIIIe siècle).

En 1258, après avoir fait courir une rumeur annonçant la mort de Conradin, Manfred se fait couronner roi de Sicile en la cathédrale de Palerme le 11 août. Manfred étant encore sous le coup d'une excommunication lors de son couronnement, tous les évêques et abbés ayant participé à la cérémonie sont excommuniés l'année suivante. À peine couronné, Manfred devient maître de la côte albanaise depuis le cap Rodoni jusqu’à l’embouchure de la Vjosa, ainsi que de la forteresse de Berat. Il obtient du despote d'Épire, Michel II Doukas, la main de sa fille, Hélène, ainsi que Corfou et la côte méridionale de l’Albanie, avec les places de Sopot et Butrint. Abandonnant ses prétentions sur le Saint-Empire, il mène dès lors une politique orientale et construit le nouveau port de Manfredonia, près de Foggia. Il passe également des accords commerciaux avec les villes de Gênes et de Venise. Il soutient la lutte de son beau-père Michel II Doukas contre l'empire de Nicée par l'envoi d'un contingent de 400 chevaliers, mais celui-ci est vaincu par l'armée de Michel VIII Paléologue à la bataille de Pélagonia en 1259. 
Après la chute de l'empire latin de Constantinople en 1261, Manfred propose au pape de le rétablir par la force, mais les exigences du souverain pontife sont trop élevées et les négociations échouent. En 1262, Manfred renforce sa position en donnant la main de sa fille Constance à Pierre, héritier du royaume d'Aragon.   
Il réorganise l'administration du royaume, créant une quinzaine de nouveaux comtés dont il dote des membres de sa famille (Lancia, Agliano et Semplice, Antiochia) et des fidèles (Maletta, Manfredi, Federico et Niccolò, Enrico di Sparavaira, Enrico Ventimiglia, Thomas d'Aquin et Filippo Chinardo). Il confie également à sa parentèle les hautes charges militaires et judiciaires : Galvano Lancia est nommé grand maréchal et prince de Salerne, son frère Federico Lancia reçoit le comté de Squillace et est nommé vicaire de la Sicile et de la Calabre.
Alors qu'une partie de ses fidèles barons se taillent des fiefs sur le continent italien (Francesco Semplice en Tuscie, Giordano d'Agliano à Fermo et Enrico Ventimiglia dans les Marches et à Gubbio) et d'autres prennent des charges politiques (Brancaleone degli Andalò devient sénateur à Rome), Manfred reste à l'écart des luttes gibelines, et refuse de s'allier à Obberto Pelavicino et Ezzelino. Il soutient aussi bien le parti guelfe, à travers Ubertino degli Anditò, les cités de Gênes et Venise, ou Florence au détriment de Pise, qu'il n'appuie les villes gibelines de Fermo, Iesi, Senigallia, Fabriano, Gubbio, ou encore Sienne, victorieuse contre la guelfe Florence à Montaperti, le 4 septembre 1260. Ses troupes occupent Rome hors de laquelle meurt le pape Alexandre IV en mai 1261. Manfred est alors à l'apogée de sa puissance.

### Lutte contre Charles d'Anjou
Urbain IV, le successeur d'Alexandre au trône pontifical, entame des négociations avec la famille royale française dès mars 1262 ; il désire confier l'investiture féodale du royaume de Sicile à Charles d'Anjou, frère cadet du roi Louis IX. Le roi de France s'y oppose dans un premier temps pour des raisons juridiques et pratiques, mais il finit par accepter. Charles d'Anjou se constitue une tête de pont à Rome, où il est nommé sénateur en août 1263. En représailles, Manfred soutient la rébellion de Marseille dans le comté de Provence. La mort du pape Urbain IV et l'élection de Clément IV au début de l'année 1265 renforcent la position de Charles. Le comte d'Anjou débarque à Ostie et fait son entrée dans Rome en mai 1265. Il est officiellement couronné roi de Sicile en janvier 1266 et lance immédiatement la conquête de son nouveau royaume. 

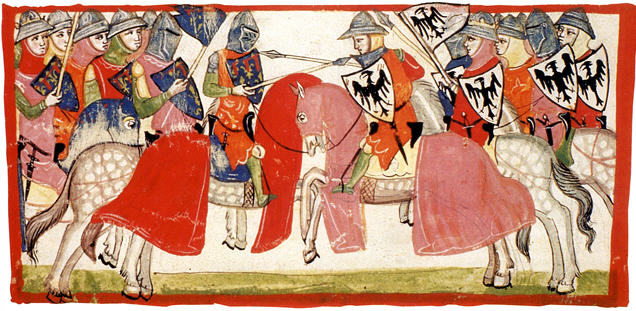
La bataille de Bénévent en 1266. Nova Cronica (XIIIe siècle).

La stratégie de Manfred consiste à retarder l'avancée de Charles et à épuiser ses forces avant de le vaincre lors d'un affrontement décisif. Il recrute des mercenaires en Allemagne et dans le bassin méditerranéen et renforce les garnisons de la frontière. Avec son armée, il s'installe à Capoue afin de défendre la principale voie d'entrée vers la Sicile. Les forteresses de Manfred tombent cependant les unes après les autres. Charles prend la route de Bénévent, évitant ainsi Capoue et coupant Manfred de sa liaison avec l'Apulie. Manfred gagne Bénévent à son tour avec son armée et atteint la ville avant le comte d'Anjou. Le 26 février 1266, les deux armées s'affrontent devant Bénévent ; la bataille tourne à l'avantage du Français et Manfred est tué au cours de l'affrontement. Il est enterré avec les honneurs par son vainqueur Charles d'Anjou, mais le pape exige de l'archevêque de Cosenza qu'il déterre son corps et répande ses restes dans le Garigliano.
Ses contemporains appréciaient le caractère noble et magnanime de Manfred, renommé pour sa beauté physique et ses qualités intellectuelles. Son rival et successeur Charles Ier d'Anjou, après avoir vaincu et tué le jeune Conradin en 1268, sera chassé de Sicile en 1282 lors des sanglantes Vêpres siciliennes.

## Mariages et descendance
Manfred Ier convola deux fois. Sa première épouse est en 1248 Béatrice, fille d'Amédée IV de Savoie et veuve de Manfred III de Saluces. Ils ont une fille, Constance, qui devient l'épouse de Pierre III d'Aragon. Ses petits-enfants aragonais règnent à nouveau sur la Sicile après les Vêpres siciliennes.
En 1258, il épouse en secondes noces Hélène Ange Doukas, fille de Michel II Doukas. Elle lui donne une fille en 1260 : Béatrice, première épouse de Manfred IV de Saluces, un des partisans de sa famille. Hélène meurt en prison en 1271. 
Ses enfants mâles meurent en prison, au Castel dell'Ovo de Naples :
- Frédéric (1259-2 juin 1312) ;
- Enzio/Anselme (né vers 1261-1301) ;
- Henri (1264-31 octobre 1318).

Sa dernière fille, Flordelis (née vers 1266-27 février 1297) est libérée après 18 années d'emprisonnement. Il a également une fille illégitime, Béatrice. Cette dernière épouse Rainieri Della Gherardesca, comte de Bolgheri.

## Légende noire
Manfred, ennemi de la papauté, fut accusé de nombreux méfaits. Il fut accusé d'avoir assassiné son père Frédéric II par étouffement, d'avoir empoisonné son frère Conrad IV de Hohenstaufen, et, plus justifié, d'avoir usurpé le trône sicilien de son neveu Conrad dit Conradin.

## Littérature
Manfred et son destin tragique ont trouvé un écho dans diverses œuvres littéraires ou picturales. Dante Alighieri le met en scène dans le Chant III du Purgatoire de la Divine Comédie. Quelques siècles plus tard, Horace Walpole le met également en scène avec Conrad dans son roman Le Château d'Otrante en 1764, qui va inaugurer le roman gothique.